# Ḩaşşafā
Ḩaşşafā (persiska: هَمصَفا, حَصوا, Hamşafā, حصّفا) är en ort i Iran.   Den ligger i provinsen Mazandaran, i den norra delen av landet, 110 km nordost om huvudstaden Teheran. Ḩaşşafā ligger 128 meter över havet och antalet invånare är 113.
Terrängen runt Ḩaşşafā är kuperad åt sydväst, men åt nordost är den platt.Runt Ḩaşşafā är det ganska tätbefolkat, med 134 invånare per kvadratkilometer. Närmaste större samhälle är Āmol, 11,1 km öster om Ḩaşşafā. I omgivningarna runt Ḩaşşafā växer i huvudsak blandskog.